# Susanne Günthner
Susanne Günthner (* 6. Dezember 1957) ist eine deutsche Germanistin.

## Leben
Von 1976 bis 1983 studierte sie Germanistik, Anglistik, Romanistik und Soziologie an der Universität Konstanz und am St. Olaf College (Northfield, Minnesota). Nach der Promotion 1991 in Sprachwissenschaft und der Habilitation 1998 an der Philosophischen Fakultät der Universität Konstanz war sie von 2001 bis Februar 2024 Lehrstuhlinhaberin für Deutsche Philologie (Sprachwissenschaft) an der Universität Münster.
Ihre Schwerpunkte sind Gesprächsforschung / Konversationsanalyse, interkulturelle Kommunikation, Syntax des gesprochenen Deutsch, anthropologische Linguistik, Gender Studies und Grammatikalisierungstheorie.

## Schriften (Auswahl)
- Diskursstrategien in der interkulturellen Kommunikation. Analysen deutsch-chinesischer Gespräche. Tübingen 1993, ISBN 3-484-30286-0.
- Vorwurfsaktivitäten in der Alltagsinteraktion. Grammatische, prosodische, rhetorisch-stilistische und interaktive Verfahren bei der Konstitution kommunikativer Muster und Gattungen. Tübingen 2000, ISBN 3-484-31221-1.
- mit Wolfgang Imo (Hg.): Konstruktionen in der Interaktion. Berlin 2006, ISBN 3-11-019015-X.
- mit Jörg Bücker (Hg.): Grammatik im Gespräch. Konstruktionen der Selbst- und Fremdpositionierung. Berlin 2009, ISBN 978-3-11-021362-1.